# Кудиш, Зоя Валентиновна
Зоя Валентиновна Кудиш (укр. Зоя Валентинівна Кудіш, 25 марта 1925, Петриковка — 2 марта 1998, Энгельс) — советская и украинская художница, мастер петриковской росписи, член Союза художников Украины (1965).
Окончила Петриковскую школу декоративного искусства в 1941 году. Петриковской росписи училась у Татьяны Паты и её дочери Веклы Кучеренко. Работала на фабрике петриковской росписи «Дружба» в 1959—1960 годах. Основные произведения: панно с портретом Тараса Шевченко (1961), «Юбилейное» (1964), иллюстрации к басням Леонида Глибова в детском календаре (1966), декоративные открытки «Лиса и петух» (1966), «Приветствую» (1968) и другие. Участвовала в республиканских выставках с 1963 года. Расписывала «петриковкой» интерьеры общественных зданий. В 1970-е годы это были кафе-вареничная в Днепропетровске, позже — детский сад, танцевальный зал в санатории, ЗАГс в городе Хмельник, Винницкой области.
Последние годы жизни провела у младшей дочери в городе Энгельс, Саратовской области. Старшая дочь — мастерица петриковской росписи Тамара Григорьевна Кудиш.